# Linha 11 (Metro de Madrid)

Linha 11 - Verde

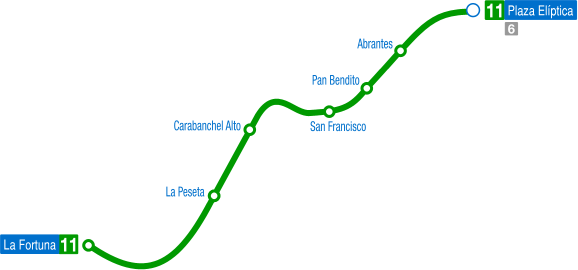
Linha 11 - Verde

A linha 11 do metrô de Madri circula entre as estações da Plaza Elíptica e La Fortuna, para um total de 7 estações com plataformas de 115 metros, interligadas por 8,5 km de pista em túnel de bitola larga. 
A linha foi inaugurada em 16 de novembro de 1998 e ampliada em 5 de outubro de 2010.